# Atriplex corrugata
Atriplex corrugata là loài thực vật có hoa thuộc họ Dền. Loài này được S.Watson mô tả khoa học đầu tiên năm 1891.